# Anyphaenoides octodentata
Anyphaenoides octodentata är en spindelart som först beskrevs av Schmidt 1971.  Anyphaenoides octodentata ingår i släktet Anyphaenoides och familjen spökspindlar. Inga underarter finns listade i Catalogue of Life.